# TuS Derschlag
Die Turn- und Sportvereinigung Derschlag wurde 1881 in Derschlag, einem Ortsteil von Gummersbach, gegründet. Er spielte neben dem VfL Gummersbach in der ersten Handball-Bundesliga.

## Geschichte
Am 12. Juli 1881 gründeten mehrere Männer den Turnverein Derschlag. Der Verein erstrebte eine allseitige körperliche Ertüchtigung und charakterliche Erziehung und die „Gebung und Verbreitung des Turnwesens“. Der erste Turnplatz lag an der Steinagger in der Nähe des früheren Denkmals, den älteren Derschlagern auch als „Schorenköppchen“ bekannt. Durch die Verlegung der Steinagger musste der Turnplatz an der Steinagger aufgegeben werden.
Um den Übungsbetrieb weiter aufrechterhalten zu können, wurde der Turnplatz am Bäuweg gebaut. Der Turnplatz wurde in den Jahren 1921 bis 1924 in Eigenleistung errichtet. Nachdem Anfang der 1980er Jahre am Epelberg ein großzügiges, nach modernsten Gesichtspunkten konzipiertes Sportzentrum errichtet wurde, welches mit der Sportplatzanlage, der Schwimmhalle und den beiden Sporthallen den heutigen Anforderungen voll gerecht wird, geriet der Turnplatz am Bäuweg in Vergessenheit. Als wichtiges Ereignis in der Geschichte des Vereins ist der 2. Februar 1946 anzusehen. An diesem Tag schlossen sich der Derschlager Turnverein 1881 mit seiner 1929 gegründeten Handballabteilung und der Fußball-Club FC Borussia 1881 Derschlag zusammen. Dass die Sportler richtig gehandelt haben, zeigen die Erfolge der darauffolgenden Jahre. Ein Zustrom neuer Mitglieder ließ den Verein aufblühen.

## Abteilungen
- Handball
- Schwimmen
- Turnen
- Volleyball

## Fußball
Durch die Größe und Wirtschaftsstärke der einzelnen Abteilungen wurde am 5. März 2004 entschieden, die Fußballabteilung wieder als FC Borussia Derschlag antreten zu lassen, da diese in den vorherigen Jahren bezüglich der Einnahmen immer wieder bedrohlich nahe an die Grenze kamen, ab der man Körperschaftsteuer hätte bezahlen müssen.
Weiterhin planen die Fußballer des FC Borussia Derschlag mittelfristig, am Sportplatz auf dem Epelberg ein Clubheim zu bauen. Mit der Trennung kann dies ohne Forderungen der Handballabteilung problemlos funktionieren.

## Handball
1975 konnte die Mannschaft aus dem damals etwa 2000 Einwohner zählenden Ort in die erste Handball-Bundesliga aufsteigen und wurde in der Bundesligasaison 1976/77 Fünfter. Am Ende der Saison 1977/1978 musste die erste Herrenmannschaft aus der Spitzenklasse absteigen, da der Verein die Finanzauflagen nicht erfüllen konnte. Bis zur Saison 1981/82 spielten die Derschlager dann in der zweithöchsten deutschen Spielklasse, der Regional- und ab 1981 der 2. Bundesliga. Mitte der 1980er Jahre waren der TuS nochmals und für zwei Jahre in der 2. Bundesliga vertreten, stieg dann aber bis in die fünftklassige Verbandsliga ab. Erst im 2005 gelang der Wiederaufstieg in die drittklassige Regionalliga West. Nach nur einer Saison stiegen die Derschlager wieder in die Oberliga ab, in der sie bis zur Saison 2014/15 spielten. In der Saison 2015/16 spielte der TuS durch eine Kooperation mit der Zweitvertretung des VfL Gummersbach als Handball Sport Gummersbach/Derschlag in der 3. Liga. Anschließend kehrte Derschlag wieder in die Oberliga zurück.